# Gao Xinyu
Gao Xinyu ((高馨妤T, Gāo XīnyúP); Pechino, 21 novembre 1997) è una tennista cinese.

## Carriera
Gao Xinyu ha vinto 15 titoli in singolare e 6 titoli in doppio nel circuito ITF in carriera. In singolare ha raggiunto la 140ª posizione mondiale il 27 gennaio 2025, mentre in doppio la 230ª posizione mondiale l'11 settembre 2017.
Nel 2016, riceve una wildcard per il Tianjin Open nel doppio, insieme alla connazionale Zhang Ying. Dopo aver sconfitto nel primo turno le connazionali Han Xinyun e Zhang Kailin al super tie-break, la coppia viene eliminata nei quarti di finale dalle teste di serie numero 2 Lara Arruabarrena e Oksana Kalašnikova in due set.
Ha fatto il suo debutto nel circuito maggiore al WTA International del Jiangxi International Women's Tennis Open 2017, dove è entrata direttamente nel tabellone e viene sconfitta all'esordio da Hsieh Su-wei. Segue con la sua prima partecipazione in uno Slam nelle qualificazioni degli US Open, dove viene sconfitta in rimonta dalla connazionale Wang Yafan. Supera le qualificazioni del Guangzhou International Women's Open, dove viene eliminata all'esordio dall'altra qualificata Lizette Cabrera.
Dopo un periodo costellato da infortuni, Gao riprende a giocare gli ITF e viene premiata con una wildcard per il Jiangxi International Women's Tennis Open 2019, dove cede al primo turno dalla giovane cinese Wang Xinyu. Segue con il 2020 e 2021 senza giocare un incontro ufficiale, e rientra nel circuito nel 2022 iniziando a vincere tre tornei e segue con altri due nella stagione successiva.
Nel 2024, prende parte ai turni di qualificazione di alcuni Grand Slam. Al Roland Garros viene sconfitta al prmo turno dalla ungherese Dalma Gálfi e a Wimbledon cede all'esordio dalla connazionale Bai Zhuoxuan. Nel WTA 125 di Contrexéville, viene ripescata come lucky loser e si spinge fino alla semifinale, dove racimola tre giochi contro l'italiana Lucia Bronzetti. Agli US Open riesce a raggiungere il secondo turno delle qualificazioni dove cede dall'ucraina Julija Starodubceva. Dopo una finale in un ITF da $100.000 persa contro la russa Tat'jana Prozorova, Gao si qualifica al Thailand Open 2 e si conquista la prima vittoria nel circuito maggiore contro la qualificata Wei Sijia, mentre al secondo turno viene eliminata dalla olandese Arianne Hartono in tre set. Viene premiata con una wildcard nel torneo casalingo WTA 1000 del China Open, sconfitta al primo turno da Sara Sorribes Tormo in un incontro durato 4 ore e 15 minuti, che diventa il quarto match più lungo di sempre del WTA Tour nella Open Era. Riesce a qualificarsi anche per l'Hong Kong Tennis Open, dove anche in questa occasione non va oltre il primo turno contro Suzan Lamens.
2025
Alla United Cup sfoggia il suo miglior tennis battendo in tre settimane la brasiliana Haddad Maia nello scontro contro il Brasile e la tedesca Siegmund nello scontro contro la Germania. 
Torna in campo a marzo ad Antalya dove però coglie solo due sconfitte al secondo turno.
A giugno poi raggiunge la semifinale a Valencia, cedendo in tre set alla spagnola Parrizzas-Diaz.
A Wimbledon coglie una sconfitta al primo turno di qualificazioni contro l'australiana Rodionova. 
A luglio poi partecipa ad un 125 a Porto dove si spinge fino ai quarti di finale. Partecipa poi anche alle qualifiche dello Sparta Prague open; batte Karatanceva e Stojanovic. Si qualifica ma viene estromessa subito dalla ceca Bouzkova. 

## Statistiche ITF

### Singolare

#### Vittorie (15)
| Torneo $100.000 (0) |
| Torneo $80.000 (0)  |
| Torneo $75.000 (0)  |
| Torneo $60.000 (0)  |
| Torneo $50.000 (0)  |
| Torneo $40.000 (3)  |
| Torneo $25.000 (8)  |
| Torneo $15.000 (2)  |
| Torneo $10.000 (2)  |

| N.  | Data              | Torneo                                       | Superficie  | Avversaria in finale   | Punteggio     |
| 1.  | 14 giugno 2015    | ITF Women's Circuit Anning, Anning           | Terra rossa | Zhao Di                | 6-0, 6-4      |
| 2.  | 28 giugno 2015    | ITF Women's Circuit Anning, Anning           | Terra rossa | Gai Ao                 | 6-4, 1-6, 6-4 |
| 3.  | 24 settembre 2016 | Thailand ITF Women's Pro Circuit, Hua Hin    | Cemento     | Shiho Akita            | 6-2, 1-6, 7-5 |
| 4.  | 5 marzo 2017      | ITF Women's Circuit Nanjing, Nanchino        | Cemento     | Tang Haochen           | 6-4, 6-3      |
| 5.  | 14 maggio 2017    | Yuxi Open, Yuxi                              | Cemento     | Xun Fangying           | 6-1, 6-4      |
| 6.  | 21 maggio 2017    | Qujing Open, Qujing                          | Cemento     | Giulia Gatto-Monticone | 6-1, 3-6, 6-3 |
| 7.  | 4 marzo 2018      | ITF Women's Circuit Xiamen, Xiamen           | Cemento     | Sabina Sharipova       | 6-1, 6-2      |
| 8.  | 5 giugno 2022     | Thailand ITF Women's Tennis Tour, Chiang Rai | Cemento     | Peangtarn Plipuech     | 6-3, 6-3      |
| 9.  | 12 giugno 2022    | Thailand ITF Women's Tennis Tour, Chiang Rai | Cemento     | Nao Hibino             | 6-1, 1-6, 6-3 |
| 10. | 28 agosto 2022    | GB Pro-Series Roehampton, Roehampton         | Cemento     | Amarni Banks           | 6-1, 6-0      |
| 11. | 16 luglio 2023    | Seixal Ladies Open, Corroios                 | Cemento     | Alëna Falej            | 6-2, 6-3      |
| 12. | 13 agosto 2023    | Kunming Open, Anning                         | Cemento     | Wei Sijia              | 6-3, 7-6(2)   |
| 13. | 10 marzo 2024     | Santo Domingo Women's, Santo Domingo         | Cemento     | Victoria Rodríguez     | 6-3, 6-2      |
| 14. | 14 aprile 2024    | Shenzhen Guangming Open, Shenzhen            | Cemento     | Wei Sijia              | 6-4, 6-4      |
| 15. | 9 giugno 2024     | La Marsa Women's Tennis Tour, La Marsa       | Cemento     | Martyna Kubka          | 5-7, 6-3, 6-3 |

#### Sconfitte (4)
| Torneo $100.000 (1) |
| Torneo $80.000 (0)  |
| Torneo $75.000 (0)  |
| Torneo $60.000 (1)  |
| Torneo $50.000 (0)  |
| Torneo $40.000 (0)  |
| Torneo $25.000 (2)  |
| Torneo $15.000 (0)  |
| Torneo $10.000 (0)  |

| N. | Data             | Torneo                                                      | Superficie  | Avversaria in finale | Punteggio     |
| 1. | 30 giugno 2019   | Naiman Open, Bandiera di Naiman                             | Cemento     | You Xiaodi           | 3-6, 3-6      |
| 2. | 17 marzo 2024    | Santo Domingo Women's, Santo Domingo                        | Cemento     | Maya Joint           | 4-6, 6-2, 1-6 |
| 3. | 8 settembre 2024 | ITF Incheon Open International Women's Tennis Tour, Incheon | Cemento     | Tat'jana Prozorova   | 3-6, 0-6      |
| 4. | 9 febbraio 2025  | Leszno Open, Leszno                                         | Cemento (i) | Elsa Jacquemot       | 4-6, 1-6      |

### Doppio

#### Vittorie (6)
| Torneo $100.000 (0) |
| Torneo $80.000 (0)  |
| Torneo $75.000 (0)  |
| Torneo $60.000 (0)  |
| Torneo $50.000 (0)  |
| Torneo $40.000 (0)  |
| Torneo $25.000 (4)  |
| Torneo $15.000 (1)  |
| Torneo $10.000 (1)  |

| N. | Data            | Torneo                                               | Superficie  | Compagna         | Avversarie in finale         | Punteggio           |
| 1. | 20 giugno 2015  | ITF Women's Circuit Anning, Anning                   | Terra rossa | Zhang Ying       | Li Yihong Tang Qianhui       | 6-4, 6-2            |
| 2. | 14 luglio 2017  | ITF Women's Circuit Naiman, Bandiera di Naiman       | Cemento     | Xun Fangying     | Lu Jingjing You Xiaodi       | 6(5)–7, 6–4, [10–8] |
| 3. | 31 marzo 2018   | Kōfu International Open Tennis, Kōfu                 | Cemento     | Luksika Kumkhum  | Erina Hayashi Momoko Kobori  | 6-0, 2-6, [10-4]    |
| 4. | 30 aprile 2022  | ITF Women's Asia/Oceania, Chiang Rai                 | Cemento     | Xun Fangying     | Maggie Ng Wu Ho-ching        | 6-3, 7-6(4)         |
| 5. | 22 aprile 2023  | Egypt Sharm ElSheikh Women's Future, Sharm el-Sheikh | Cemento     | Wang Meiling     | Aglaja Fedorova Dar'ja Šauha | 6-3, 6-2            |
| 6. | 4 novembre 2023 | Magic Tour by FTT, Monastir                          | Cemento     | Jibek Kulambaeva | Alëna Falej Polina Iatcenko  | 6-0, 2-6, [10-7]    |

#### Sconfitte (6)
| Torneo $100.000 (1) |
| Torneo $80.000 (0)  |
| Torneo $75.000 (0)  |
| Torneo $60.000 (0)  |
| Torneo $50.000 (0)  |
| Torneo $40.000 (0)  |
| Torneo $25.000 (1)  |
| Torneo $15.000 (1)  |
| Torneo $10.000 (3)  |

| N. | Data             | Torneo                                                      | Superficie  | Compagna            | Avversarie in finale                 | Punteggio           |
| 1. | 26 luglio 2014   | ITF Women's Circuit Istanbul, Istanbul                      | Cemento     | Ye Qiuyu            | Emma Flood Nikki Luttikhuis          | 6(5)-7, 6–2, [6–10] |
| 2. | 1º agosto 2014   | ITF Women's Circuit Istanbul, Istanbul                      | Cemento     | You Xiaodi          | Mai Minokoshi Akiko Ōmae             | 6–3, 2–6, [4–10]    |
| 3. | 11 agosto 2014   | ITF Women's Circuit Istanbul, Istanbul                      | Cemento     | Yang Zhaoxuan       | Wang Yan You Xiaodi                  | w/o                 |
| 4. | 3 settembre 2022 | Cairo Egypt Women's Future, Il Cairo                        | Terra rossa | Mayuka Aikawa       | Yasmin Ezzat Dimitra Pavlou          | 2-6, 0-6            |
| 5. | 24 giugno 2023   | Open Villa de Tauste, Tauste                                | Cemento     | Ekaterina Ovčarenko | Makenna Jones Jamie Loeb             | 2-6, 7-5, [6-10]    |
| 6. | 28 ottobre 2023  | Torneig Internacional Els Gorchs, Les Franqueses del Vallès | Cemento     | Darja Semeņistaja   | Angelica Moratelli Camilla Rosatello | 6-4, 5-7, [6-10]    |